# Língua chitimacha
Chitimacha (/ˌtʃɪtᵻməˈʃɑː/ (CHIT|i-mə|SHAH) ou /tʃɪtᵻˈmɑːʃə/, (chit-i|MAH|shə)) é uma língua isolada e já extinta que foi falada pelo povo  Chitimacha da Louisiana, Estados Unidos. Extinguiu-se em 1940 com a morte do último falante fluente, Delphine Ducloux.
Embora já não seja mais falado, é bastante extensa sua documentação do início do século XX (principalmente inédito) pesquisada pelos  linguistas Morris Swadesh e John R. Swanton.  Swadesh em particular escreveu uma gramática e um dicionário muito completos e também uma coleta de textos com base em informações dos dois últimos falantes. Porém, nada disso foi publicado.

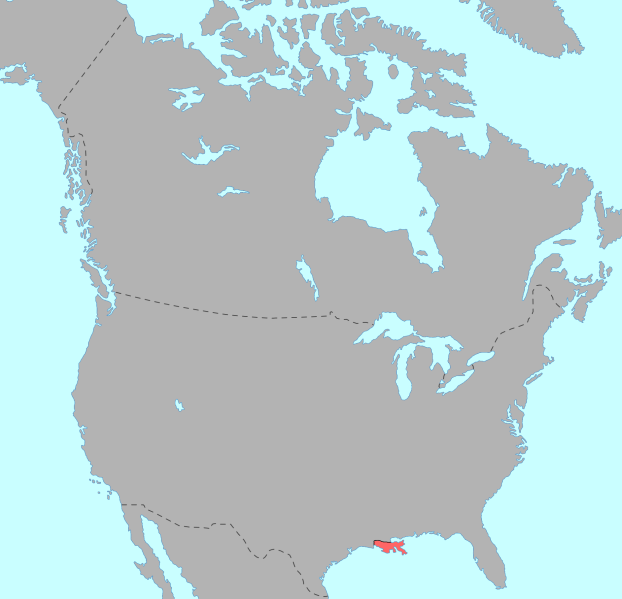
área do Chitimacha

## Revitalização
Esforços de Revitalização da linguagem estão em curso para ensinar o idioma a uma nova geração de falantes. Membros tribais receberam um Software de “Rosetta Stone” para aprender a língua. Desde 2015, um novo dicionário Chitimacha está em preparação, e as aulas estão sendo ensinadas na reserva de Chitimacha.

## Classificação
Foi recentemente foi proposto que o Chitimacha fosse relacionado ou mesmo membro de hipotértica foi proposto para ser relacionado, ou um membro da hipotética família de línguas Totozoqueanas. Uma proposta anterior, mais especulativa, sugeriu uma afinidade com o grupo também hipotético de “línguas do Golfo”..

## Fonologia

### Consoantes
|             |             | Labial | Dental | Alveolar | Palatal | Velar | Glotal |
| ----------- | ----------- | ------ | ------ | -------- | ------- | ----- | ------ |
| Plosive     | normal      | p      | t      | t͡s       | t͡ʃ      | k     | ʔ      |
| Plosive     | glotalizada | pʼ     | tʼ     | t͡sʼ      | t͡ʃʼ     | kʼ    |        |
| Fricativa   | Fricativa   | v      |        | s        | ʃ       |       | h      |
| Nasal       | normal      | m      | n      |          |         | ŋ     |        |
| Nasal       | glotalizada | mʼ     | nʼ     |          |         |       |        |
| Aproximante | normal      | w      |        |          | j       |       |        |
| Aproximante | glotalizada | wʼ     |        |          | jʼ      |       |        |

### Vogais
|             | Frontal | Central | Posterior |
| ----------- | ------- | ------- | --------- |
| Close       | i       |         | u         |
| Medial      | e       | ə       | o         |
| Meio Aberta | ɛ       |         | a         |

## Línguas extintas
- OLAC resources in and about the Chitimacha language
- Chitimacha em Omniglot.com
- Chitimacha – língua
- Chitimacha em Native-Language
- Chitimacha em The-Coversation